# Alwar (stad)

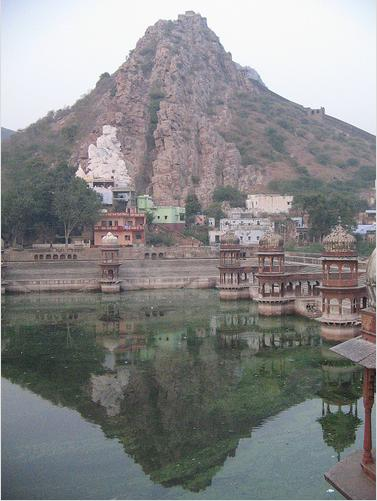
Het landschap van Alwar

Alwar is een stad in de staat Rajasthan, India. Het ligt 160 kilometer af van Delhi en 150 kilometer ten noorden van Jaipur, de hoofdstad van de staat.
In Alwar is de hoogste temperatuur in India ooit gemeten. Op 10 mei 1956 gaven de thermometers een temperatuur aan van 50,6° Celsius (123.1°F). 

## Demografie
Volgens de Indiase volkstelling van 2001 wonen er 260.245 mensen in Alwar, waarvan 53% mannelijk en 47% vrouwelijk is. De plaats heeft een alfabetiseringsgraad van 73%. 

## Bezienswaardigheden
- Yaduvanshi Ahir, een Hindoeïstisch kasteel.
- Fort Alwar
- Sariska Tijger Reservaat
- Stadspaleis
- Regeringsmuseum
- Sariska-paleis